# Columba janthina
La paloma japonesa (Columba janthina) es una especie de ave columbiforme en la familia Columbidae encontrada en China, Japón, la parte sur de la península de Corea, Rusia y Taiwán. Con 550 gramos de peso y 43 cm de longitud se cree que es el mayor representante del género Columba. Está en declive y cada vez es más rara debido a la pérdida de hábitat (por la degradación de su hábitat, la deforestación y la caza). 

## Descripción

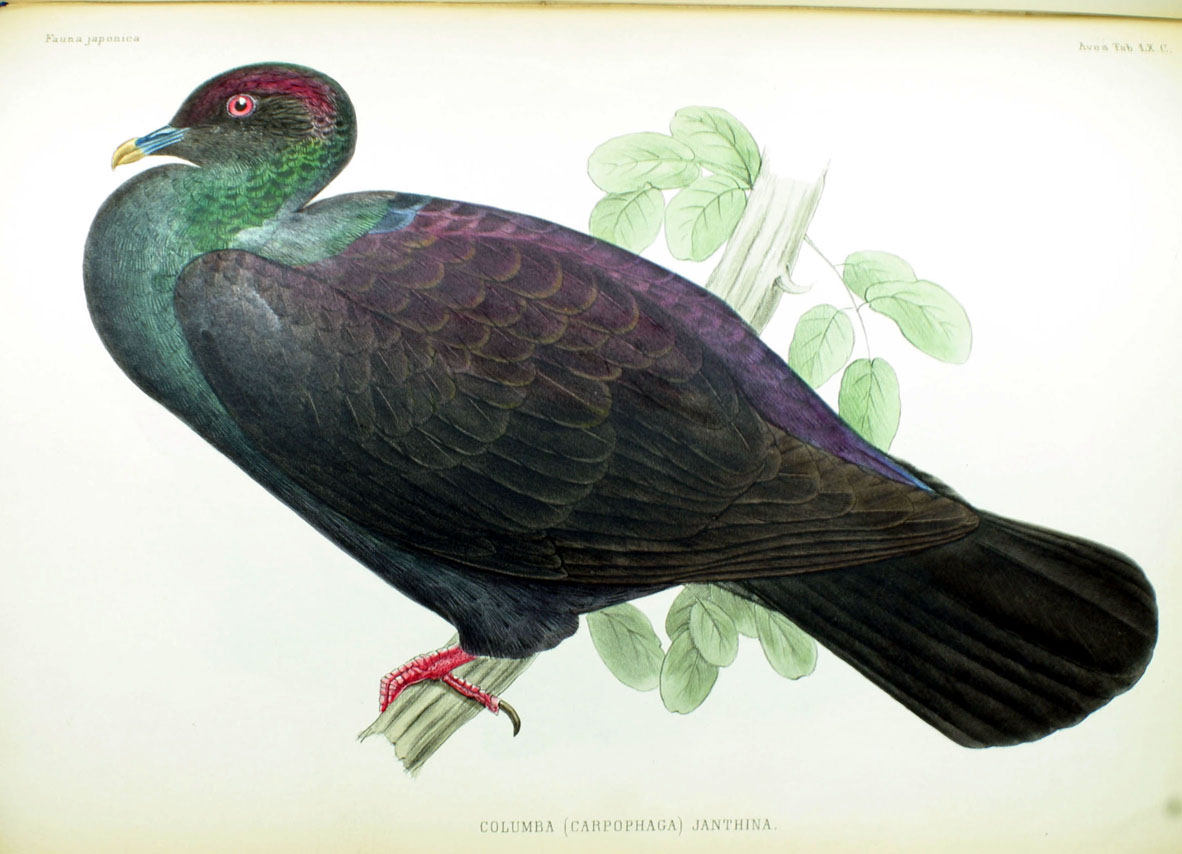
Ilustración por Philipp Franz von Siebold.

Es la paloma más grande en la región de Asia oriental, con una longitud de entre 37 cm a 40 cm de largo y, en ocasiones llega a medir hasta 43,5 cm. Existen al menos tres subespecies con algunas diferencias de plumaje.
Es oscura en apariencia, con cabeza pequeña y cuello y cola alargados. En general, el cuerpo es negro hollín con verde o púrpura iridiscente en la corona, la espalda y los lados del cuello. Los iris son de color marrón, las patas rojas y tiene la cola bastante larga. El pico es de color azul verdoso con la punta de color marfil o amarillo pálido.
No presenta dimorfismo sexual, ambos sexos son similares en apariencia, pero las aves jóvenes tienen generalmente plumaje más pálido. Los tarsos son de color rojo en los adultos, mientras que en los juveniles son más pálidos. Parece un cuervo en vuelo, con grandes alas y cola ligeramente abanicada.  

## Distribución geográfica
Vive en pequeñas islas a lo largo de las costas de China, Corea y Japón. Más abundante en el pasado y con un rango mayor, todavía se cree que reside en 15 islas e islotes.
Se presenta localmente en pequeñas islas frente a la costa sur de Corea del Sur. En Corea, esta ave se distribuye y anida en la isla de Ulleungdo, Jeju-do y alguna zona de la costa sur. Se ha registrado como vagabundo en el este de Rusia, Shandong, China continental y Taiwán.
Es residente poco común y local en Japón, vive en pequeñas islas al sur de Honshū, Shikoku y Kyūshū, al sur a través de las islas Ryukyu, las islas Yaeyama y las islas Izu a Ogasawara y las islas Iwo. Aunque todavía es relativamente común en las islas Izu, aparentemente ha disminuido allí desde la década de 1950. Se cree que declinó en Okinawa durante la década de 1980 a causa de las actividades forestales. La subespecie C. janthina nitens, que vive en las islas Ogasawara e Iwo, es casi seguro que se extinguió.

## Clasificación
Se reconocen tres subespecies:
- C. j. janthina Temminck, 1830– Tsushima y el sur de Japón a Izu y Ryūkyū.
- C. j. nitens (Stejneger, 1887)– Ogasawara (islas Bonin) e Iōtō (islas Volcano).
- C. j. stejnegeri (Kuroda, 1923)– Yaeyama (islas Ryūkyū, Japón).